# 第39回有馬記念
第39回有馬記念（だい39かいありまきねん）は、1994年12月25日に中山競馬場で施行された競馬競走である。ナリタブライアンが三冠に続き優勝した。年齢は全て旧表記にて表記。

## レース施行時の状況
同年の牡馬クラシックはナリタブライアンが日本競馬史上5頭目となる三冠を達成した。第39回有馬記念においては同馬が初めて古馬と対決する点に注目が集まったが、同年の天皇賞（春）、宝塚記念を優勝したビワハヤヒデ（ナリタブライアンの兄）、ジャパンカップを優勝したマーベラスクラウンが故障を発症して有馬記念に出走することができなくなり、古馬のうちGI優勝馬はネーハイシーザーとライスシャワーの2頭のみであった。さらに両馬はそれぞれ距離適性、体調面に不安要素を抱えていたため、ナリタブライアンが優位と見られており、どの馬が勝つかというよりはナリタブライアンがどのくらいの強さで勝つかに焦点が絞られていた。マチカネタンホイザは蕁麻疹を発症したため出走取消となった。

## 出走馬と枠順
天候：晴れ、芝：良馬場
| 枠番 | 馬番 | 競走馬名           | 性齢 | 騎手     | オッズ       | 調教師     |
| ---- | ---- | ------------------ | ---- | -------- | ------------ | ---------- |
| 1    | 1    | ダンシングサーパス | 牡5  | 熊沢重文 | 69.5（13人） | 内藤繁春   |
| 2    | 2    | マチカネアレグロ   | 牡4  | 河内洋   | 30.0（7人）  | 浅見秀一   |
| 3    | 3    | マチカネタンホイザ | 牡6  | 柴田善臣 | （出走取消） | 伊藤雄二   |
| 3    | 4    | ヤシマソブリン     | 牡4  | 坂井千明 | 31.1（8人）  | 松山康久   |
| 4    | 5    | ツインターボ       | 牡7  | 田中勝春 | 39.6（10人） | 笹倉武久   |
| 4    | 6    | アイルトンシンボリ | 牡4  | 岡部幸雄 | 16.6（3人）  | 畠山重則   |
| 5    | 7    | ネーハイシーザー   | 牡4  | 塩村克己 | 12.3（2人）  | 布施正     |
| 5    | 8    | ヒシアマゾン       | 牝4  | 中舘英二 | 19.1（6人）  | 中野隆良   |
| 6    | 9    | ナイスネイチャ     | 牡7  | 松永昌博 | 46.0（11人） | 松永善晴   |
| 6    | 10   | ライスシャワー     | 牡6  | 的場均   | 17.7（4人）  | 飯塚好次   |
| 7    | 11   | ナリタブライアン   | 牡4  | 南井克巳 | 1.2（1人）   | 大久保正陽 |
| 7    | 12   | サクラチトセオー   | 牡5  | 小島太   | 17.9（5人）  | 境勝太郎   |
| 8    | 13   | チョウカイキャロル | 牝4  | 小島貞博 | 32.8（9人)   | 鶴留明雄   |
| 8    | 14   | ムッシュシェクル   | 牡7  | 藤田伸二 | 56.4（12人） | 小林稔     |

## レース展開
ツインターボが序盤から大逃げを打ち、レースは1000m通過が58秒台ときわめて早いペースで推移した。一時は画面の端まで後続馬が見えないほどリードが広がっていたが、3コーナーでツインターボは早々と後続馬に捕まり、序盤4番手につけていたナリタブライアンはやや折り合いを欠いたものの、向正面で進出を開始。第4コーナーで先頭に立ちそのまま2着の牝馬ヒシアマゾンに3馬身差をつけて圧勝した。フジテレビ系列の実況を担当した堺正幸は「さあナリタブライアンまだ先頭!ナリタブライアン先頭!ブライアン先頭!3馬身から4馬身!今日はそれほど差をつけなくても大丈夫です!ナリタブライアンだ!ナリタブライアン!ナリタブライアン!4歳四冠達成!強い!強い!強い!ブライアンやはり強い!古馬の壁、見事打ち砕きました!今日はそれほど差はつけませんでしたが、それにしてもこれは正に横綱相撲!ルドルフに並び、そして来年はルドルフを越えて欲しいナリタブライアンであります!」と実況した。2番人気のネーハイシーザーは前走の天皇賞 (秋)と同様、2番手でレースを進めたが、距離が長かったためか直線では手応えがなくなり9着に惨敗した。

## レース結果
| 着順 | 枠番 | 馬番 | 競走馬名           | タイム   | 着差     |
| ---- | ---- | ---- | ------------------ | -------- | -------- |
| 1    | 7    | 11   | ナリタブライアン   | 2:32.2   |          |
| 2    | 5    | 8    | ヒシアマゾン       | 2:32.7   | 3馬身    |
| 3    | 6    | 10   | ライスシャワー     | 2:33.1   | 2馬身1/2 |
| 4    | 4    | 6    | アイルトンシンボリ | 2:33.2   | 1/2馬身  |
| 5    | 6    | 9    | ナイスネイチャ     | 2:33.3   | クビ     |
| 6    | 7    | 12   | サクラチトセオー   | 2:33.3   | クビ     |
| 7    | 8    | 14   | ムッシュシェクル   | 2:33.6   | 1馬身3/4 |
| 8    | 8    | 13   | チョウカイキャロル | 2:33.6   | アタマ   |
| 9    | 5    | 7    | ネーハイシーザー   | 2:33.8   | 1馬身    |
| 10   | 2    | 2    | マチカネアレグロ   | 2:33.9   | 3/4馬身  |
| 11   | 3    | 4    | ヤシマソブリン     | 2:33.9   | クビ     |
| 12   | 1    | 1    | ダンシングサーパス | 2:34.6   | 4馬身    |
| 13   | 4    | 5    | ツインターボ       | 2:37.2   | 大差     |
| -    | 3    | 3    | マチカネタンホイザ | 出走取消 |          |

### データ
| 1,000m通過タイム    | 58.8秒（ツインターボ） |
| 上がり4ハロン       | 50.0秒                 |
| 上がり3ハロン       | 36.7秒                 |
| 優勝馬上がり3ハロン | 34.8秒                 |

### 払戻
| 単勝式 | 11   | 120円 |
| 複勝式 | 8    | 290円 |
| 複勝式 | 10   | 430円 |
| 複勝式 | 11   | 110円 |
| 枠連   | 5-7  | 340円 |
| 馬連   | 8-11 | 820円 |

## 達成された記録
- ヒシアマゾンは16年ぶりの牝馬による有馬記念連対を果たした。
- 南井克巳は有馬記念初優勝。
- ナリタブライアンはこれでGI5勝目を挙げ、3歳までにGI5勝は2023年現在唯一である[1]。
  - ナリタブライアンは前年の朝日杯3歳ステークス、この年の皐月賞に続いて中山競馬場でのGI3勝目。これはシンボリルドルフに並ぶ最多タイ記録で、後にグラスワンダー・シンボリクリスエスも記録。